# Папуга-бронзоголов середній
Папуга-бронзоголов середній (Psittacella picta) — вид птахів з родини Папугові (Psittacidae). Ендемік Нової Гвінеї.

## Опис
Довжина середнього папуги-бронзоголова становить в середньому 19 см, вага від 48 до 68 г. Голова птаха темно-коричневого кольору, щоки чорні. Спина зелена, з чорними смужками, крила і живіт зелені, основа хвоста червона, кінець зелений. Груди у самця блакитні, на бічних сторонах шиї жовті смуги. У самок груди жовті з чорними смужками, смуг на шиї немає.

## Поширення
Великий папуга-бронзоголов є ендеміком Новій Гвінеї. Мешкає в тропічних гірських лісах і високогір'ях на висоті від 2400 до 4000 м над рівнем моря. Зафіксований у більшості провінцій Папуа Нової Гвінеї. Зустрічається в зграйках до 6 птахів.

## Раціон
Харчується фруктами, насінням, ягодами, квітками, листям. Полюбляє невеликі плоди хвойних рослин роду Dacrydium.

## Збереження
Це поширений вид птахів, який мешкає в малодоступних для людини місцях. МСОП вважає цей вид таким, що не потребує особливих заходів зі збереження.